# Valamar Juniors 2019
Das Valamar Juniors 2019 als bedeutendstes internationales Nachwuchsturnier von Kroatien im Badminton fand vom 5. bis zum 7. April 2019 in Dubrovnik statt.

## Sieger und Platzierte
| Disziplin    | Gold                             | Silber                       | Bronze                             |
| ------------ | -------------------------------- | ---------------------------- | ---------------------------------- |
| Herreneinzel | Varun Kapur                      | Tomás Toledano               | Marc Cardona                       |
| Herreneinzel | Varun Kapur                      | Tomás Toledano               | Carlos Piris                       |
| Dameneinzel  | Vivien Sándorházi                | Milena Schnider              | Abbygael Harris                    |
| Dameneinzel  | Vivien Sándorházi                | Milena Schnider              | Arina Marushchak                   |
| Herrendoppel | William Jones Ethan van Leeuwen  | Leong Jun Kai Brandon Yap    | Sezgin Kelebek Hilmican Şimşek     |
| Herrendoppel | William Jones Ethan van Leeuwen  | Leong Jun Kai Brandon Yap    | Joan Monroy Carlos Piris           |
| Damendoppel  | Dounia Pelupessy Milena Schnider | Asmita Chaudhari Annie Lado  | Ece Sare Başakın Zehra Erdem       |
| Damendoppel  | Dounia Pelupessy Milena Schnider | Asmita Chaudhari Annie Lado  | Julie Franconville Caroline Racloz |
| Mixed        | Brandon Yap Abbygael Harris      | Ethan van Leeuwen Annie Lado | Semih Baha Başakın Zehra Erdem     |
| Mixed        | Brandon Yap Abbygael Harris      | Ethan van Leeuwen Annie Lado | Yann Orteu Julie Franconville      |